# Crassula hirtipes
Crassula hirtipes är en fetbladsväxtart som beskrevs av William Henry Harvey. Crassula hirtipes ingår i släktet krassulor, och familjen fetbladsväxter. Inga underarter finns listade i Catalogue of Life.

## Bildgalleri

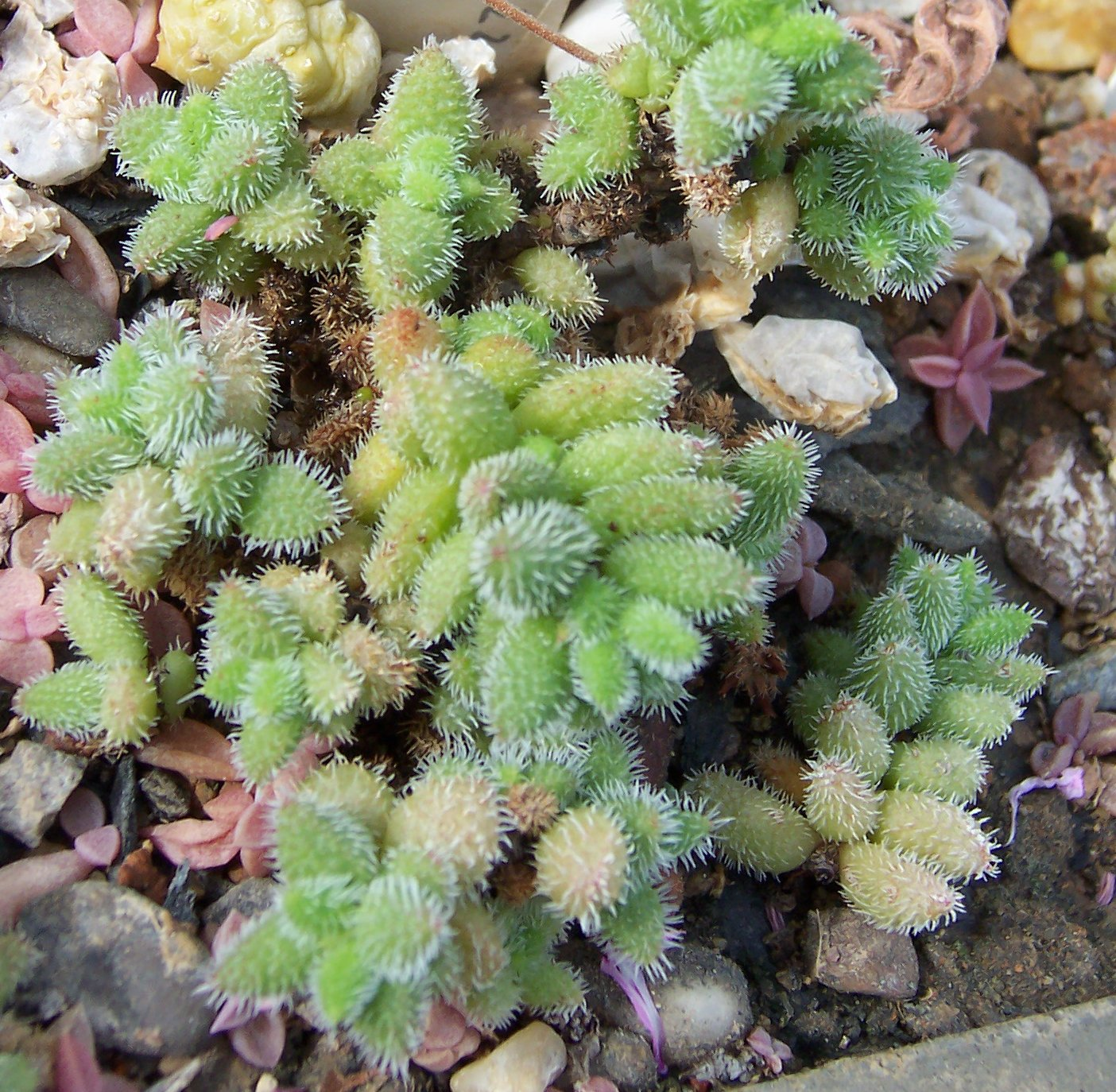